# Macoya
Macoya es una localidad de Trinidad y Tobago, que forma parte de la región de Tunapuna-Piarco.

## Geografía
La localidad abarca parte de la isla Trinidad y limita al norte con Tunapuna y El Dorado, al sur con Pasea Extension, al este con Trincity y al oeste con Tunapuna.

## Demografía
Datos demográficos de la localidad de Macoya:
| Gráfica de evolución demográfica de Macoya entre 2000 y 2011 |
|                                                              |

## Economía
Se encuentra ubicado sobre la Autopista Churchill-Roosevelt, entre Tunapuna y Trincity. El poblado está compuesto por locales comerciales y un pequeño barrio residencial. 

## Equipamiento
El principal atractivo de Macoya es el Estadio Marvin Lee, sede de los partidos de local del Joe Public FC.